# Hugh Fraser
Hugh Fraser je britanski glumac. 
Glumio je u filmovina i televizijskim serijama, a najpoznatiji je kao satnik Arthur Hastings u seriji Agatha Christie's Poirot. Još je glumio Grofa Wellingtona - zamijenivši Davida Troughtona - u seriji Sharpe i u BBC-ovoj seriji Edge of Darkness. 

## Vanjske poveznice
- Filmografija na IMDB